# Agustín Arenas
Agustín Arenas fue un militar español que luchó contra Portugal en la guerra de los Siete Años. Destinado a la ciudad de Buenos Aires, combatió contra las Invasiones Inglesas, finalizando su carrera al servicio de las Provincias Unidas del Río de la Plata.

## Biografía
Agustín Arenas nació en Granada, España, el 5 de septiembre de 1749, hijo de Antonio Arenas y Ana Zambrano de la Fuente.
En 1757 ingresó como cadete de la Guardia Real. En el marco de la guerra de los Siete Años, participó en la Invasión española de Portugal (1762) y luego fue destinado al Río de la Plata como parte de los refuerzos enviados tras el rechazo de la Invasión anglo-portuguesa al Río de la Plata (1763).
Participó de la expedición contra los portuguesas dispuesta por el virrey Juan José de Vértiz y Salcedo en 1773.
El 20 de octubre de 1786 viajó desde La Coruña (España) a Montevideo a bordo del paquebot la "Cantabria" acompañado por su esposa, Ana Castilla, y sus dos hijos, José y Agustina, para incorporarse como teniente al Regimiento de Dragones de Buenos Aires. Arribó al puerto rioplatense el 18 de diciembre de ese mismo año.
En septiembre de 1787 ascendió a capitán. En 1791 fue nombrado comandante de la campaña en la Banda Oriental. Durante su misión reconstruyó varios de los fuertes de la frontera oriental con el Brasil. En carta enviada desde Paso del Rey el 24 de agosto de 1791 al virrey Nicolás Antonio de Arredondo, le propuso la formación de un cuerpo de caballería bajo el nombre de "Blandengues", que se concretaría pocos años después.
En 1795 y 1798 solicitó su ascenso a teniente coronel pero en ambas ocasiones le fue negado, siendo promovido recién en 1802. En 1806, trasladado el regimiento veterano a Montevideo por decisión del virrey Rafael de Sobre Monte, la primera de las Invasiones Inglesas lo encontró en la Banda Oriental. Con el grado de teniente coronel y bajo el mando directo del coronel Agustín José de Pinedo combatió en la reconquista de Buenos Aires al mando de la compañía de granaderos de su regimiento.
Producida la reconquista de la ciudad, permaneció al mando de la unidad de Dragones estacionada en la ciudad y en tal carácter participó en la Junta de Guerra presidida por Santiago de Liniers que decidió convocar a la formación de las milicias permanentes de Buenos Aires.
Participó en 1807 en la defensa de Montevideo contra la segunda invasión inglesa al Río de la Plata, siendo herido y tomado prisionero durante el asalto inglés a la ciudad. Liberada la Banda Oriental según los términos de la capitulación del ejército británico vencido en Buenos Aires, Arenas fue dejado en libertad y tras la retirada de los invasores fue ascendido al grado de coronel por su comportamiento. 
En 1809 fue propuesto por el virrey Santiago de Liniers para el grado de brigadier. Al producirse la Revolución de mayo de 1810 y ser disuelto el regimiento de Dragones el 3 de noviembre, la Primera Junta lo asignó con el grado de teniente coronel al servicio de la plaza de Buenos Aires, aunque en clase de inválidos por las heridas recibidas en combate.
En 1813 le fue negada la ciudadanía, pasando a revistar como teniente coronel retirado. Falleció en Montevideo el 14 de mayo de 1821. Estaba casado con Ramona Pestaña y uno de sus hijos, el coronel de artillería Martín Arenas, lucharía en la guerra del Brasil, la Guerra Grande, la Guerra entre la Confederación Argentina y el Estado de Buenos Aires y la guerra de la Triple Alianza.